# 버디버디 (드라마)
《버디버디》는 2011년 8월 8일부터 2011년 10월 25일까지 방영된 대한민국의 텔레비전 드라마로 최고 실력을 뽐내는 골프 선수들의 대결과 성장스토리를 담았는데 당초 역전의 여왕 후속 MBC 월화극으로 기획됐으나 이런저런 이유로 무산됐다.

## 등장 인물
- 유이 - 성미수 역 (어린 미수 : 진지희)
- 이용우 - 존 리 역
- 이다희 - 민혜령 역
- 윤유선 - 조경숙 역
- 오현경 - 민세화 역
- 이병준 - 성경환 역
- 양희경 - 엄정란 역
- 유인나 - 이공숙 역
- 박한비 - 성태갑 역 (어린 태갑 : 안도규)
- 박영린 - 열혈기자 박은주 역
- 하일 - 윤광백 역
- 윤기원 - 왕프로 역
- 박성웅 - 최동관 역
- 추소영 - 스카우트 역
- 김종진 - 우준모 역
- 황은정 - 이유란 역
- 최일화 - 제이 박 역
- 김영무
- 변정현
- 김시향

## 에피소드
- 이미숙이 민세화 역에 캐스팅되었으나 다른 드라마에 대한 스케줄 사정으로 인하여 하차[2] 하였고, 대신에 오현경[3]으로 교체하였다.
- 이다희가 맡았던 민혜령 역은 당초 서지혜가 낙점됐으나 최종 조율 과정에서 제작사와의 입장 차이를 좁히지 못한 채[4] 하차했다.
- 극중 어린 미수와 민세화 역을 맡았던 진지희와 오현경은 지붕뚫고 하이킥!이후 2년만에 재회하였다.